# Rudi Valenčič
Rudolf "Rudi" Valenčič (nascido em 26 de julho de 1941) é um ex-ciclista iugoslavo.
Representando a Iugoslávia, competiu na prova individual e por equipes do ciclismo de estrada nos Jogos Olímpicos de Verão de 1968, disputadas na Cidade do México.